# Kaapse Brouwers
Kaapse Brouwers is een Nederlandse brouwerij van speciaalbier in Rotterdam.

## Geschiedenis
Kaapse Brouwers werd opgericht in februari 2014 door Tsjomme Zijlstra en de twee eigenaren van Brouwerij De Molen, Menno Olivier en John Brus. Zijlstra's interesse in speciaalbier begon toen hij in Londen woonde en werkte in The Rake, een bar op de Borough Market. Na zijn terugkeer in Rotterdam werd hij bedrijfsleider bij Belgisch Biercafé Boudewijn, waar hij Olivier en Brus ontmoette.
De brouwerij begon met brouwen van bier voor lokale consumptie in een van de Fenixloodsen op Katendrecht, terwijl een groter deel van het bier voor detailhandel en horeca werd gebrouwen in Brouwerij De Molen in Bodegraven.
In 2019 werden Étienne Vermeulen en Genevieve Vachon mede-eigenaren van het bedrijf. Vermeulen was al in dienst als vaste brouwer van de bieren bij Kaapse Brouwers. Vachon werd in eerste instantie door Zijlstra gevraagd om te helpen met de sociale kanalen van het bedrijf, maar werd later verantwoordelijk voor impact, humanresourcesmanagement en het management van de horecalocaties. Toen Swinkels Family Brewers in hetzelfde jaar De Molen overnam, besloten Zijlstra en zijn partners zich niet bij deze overname aan te sluiten en kochten zij de aandelen van Olivier en Brus over.
In 2020 verhuisde de brouwerij naar een nieuwe locatie in de kelder van het Keilepand op het Merwe-Vierhavensterrein vanwege ruimtegebrek, waar het vervolgens een eigen productiebrouwerij vestigde.
Vanaf 2020 verschoof de focus van Kaapse Brouwers van horeca naar detailhandel. Om beter op te vallen in de schappen, introduceerden ze in 2022 een nieuw verpakkingsontwerp, geïnspireerd op punkalbumhoezen. Dit leidde tot een stijging van de verkoop met 30%, en de rotatie bij Albert Heijn verdubbelde.
In 2025 kondigde de brouwerij plannen aan om later dat jaar te verhuizen van het Keilepand naar een nieuwe locatie aan de Zuidkade. De intentie is om daar een brouwerij met proeflokaal te vestigen, met een sfeer vergelijkbaar met de oorspronkelijke locatie in de Fenixloodsen, inclusief een taproom met direct zicht op de brouwinstallatie en een terras aan het water. Voor deze nieuwe locatie is een huurcontract voor twintig jaar afgesloten.

## Bieren

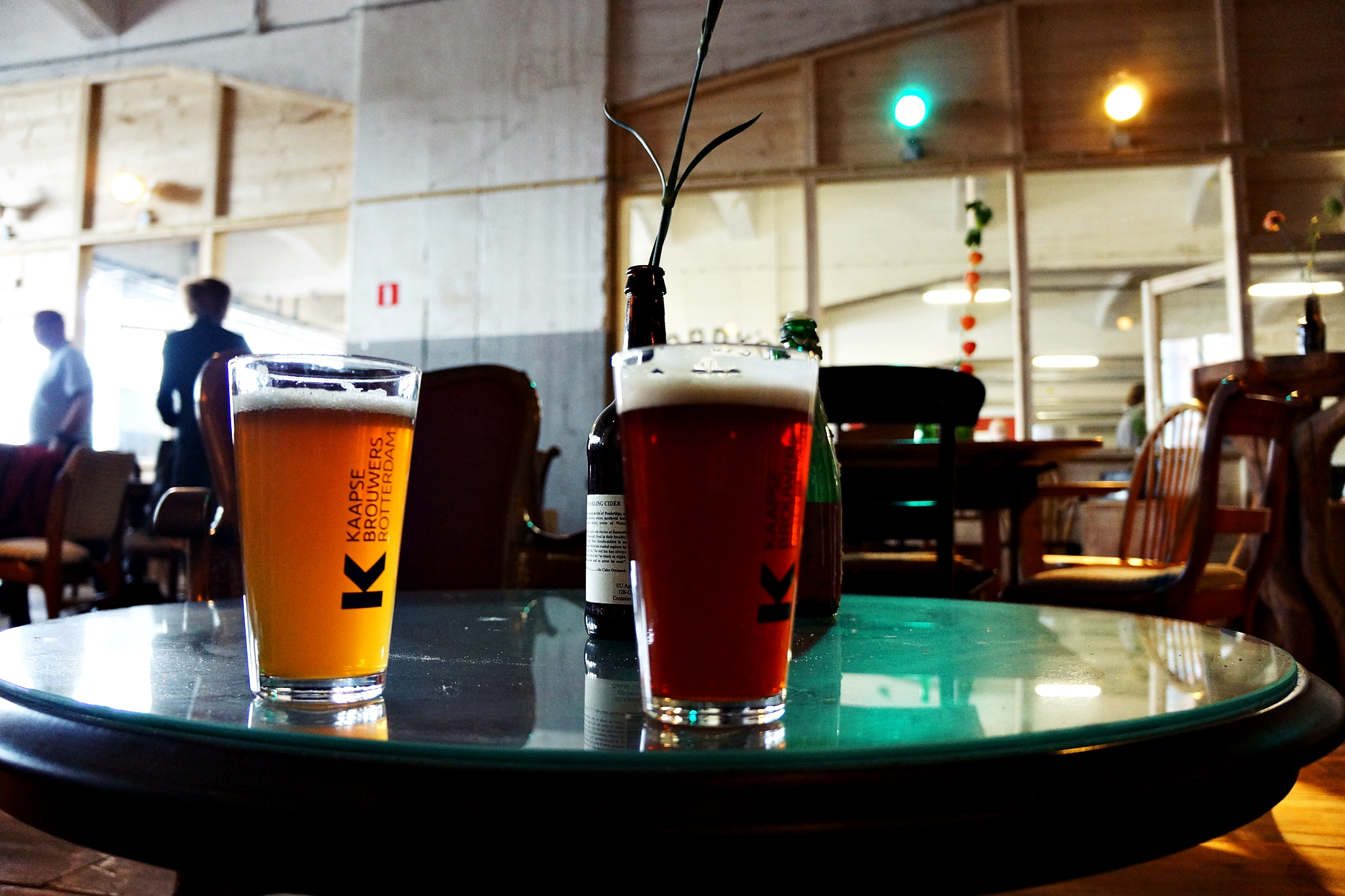
Bier van Kaapse Brouwers.

De brouwerij brouwt een verscheidenheid aan bierstijlen, waaronder IPA's, stouts en saisons. Enkele van hun bekendste bieren zijn Kaapse Karel, Kaapse Harrie en Kaapse Nelis. De gerst voor de bieren is afkomstig uit de Hoeksche Waard. De namen van de bieren zijn geïnspireerd op het namenregister uit de geschiedenis van Katendrecht.

## Samenwerkingen
Kaapse Brouwers heeft onder andere samengewerkt met Moersleutel, Ramses Bier, Brouwerij Frontaal en Brouwerij Kees.
Kaapse Brouwers is mede-initiatiefnemer van de stichting Rotterdam Bierstad, een collectief van Rotterdamse brouwerijen. Deze stichting heeft als doel de positie van lokale craftbierbrouwerijen te versterken en organiseert onder andere de jaarlijkse Rotterdamse Bier 10-daagse.

## Horecaonderneming
Kaapse Brouwers beschikt over drie horecalocaties in Rotterdam. In 2016 openden ze hun gastropub 'Kaapse Maria'. Later openden ze in 2020 'Kaapse Kaap', een proeflokaal in de vernieuwde Fenix Food Factory. In 2022 openden zij 'Kaapse Will'ns', een café aan de Nieuwe Binnenweg.

## Kaapse Bierfestival
Het Kaapse Bierfestival is een jaarlijks bierfestival dat sinds 2014 rond Pinksteren wordt gehouden. In 2024 vierde Kaapse Brouwers het tienjarig bestaan van het festival met een speciale jubileumeditie.
Beijersche Brouwerij · Bijdehand brouwerij · Bierbrouwerij de Blauwe Hand · Het Brouwcafé · Stadsbrouwerij Dordrecht · EleganT Brouwerij · Fiddler · Stadsbrouwerij De Goudsche Leeuw · Huisbrouwerij De Gouwe · Brouwerij De Heerlijkheid · Heineken Nederland · Bierbrouwerij Hoeksche Waard · Kaapse Brouwers · Bierbrouwerij Klein Duimpje · Brouwerij Kompaan · Brouwerij De Koperen Kat · Brouwerij Leerdam · Leidsch Bier · Brouwerij De Molen · Brouwerij Noordt · Brouwerij De Oude Rijn · Stadsbrouwerij De Pelgrim · Stadshaven Brouwerij · Raven Bone Hill Brouwers · Vlaardingse Bierbrouwerij